# 범어사 지공직지
범어사 지공직지(梵魚寺 指空直指)는 부산광역시 금정구 범어사에 있는 인도의 승려인 지공선사의 설법을 실은 1책의 목판본이다. 1999년 11월 19일 부산광역시의 유형문화재 제34호로 지정되었다.

## 개요
인도의 승려인 지공선사의 설법을 실은 1책의 목판본이다. 간행기록에 의하면 성종 6년(1475) 전라도 백운산 백운암에서 책을 거듭 간행한 것이다. 
이 책의 전반부는 석가모니와 가섭존자 이하 여러 존자(尊者:학덕이 높은 불타의 제자의 경칭)들의 게송(偈頌:외우기 쉽게 게구로 지어 부처의 공덕을 찬미하는 노래)과 지공선사 자신의 게송을 실었고, 이어 송선봉과 달마대사 행론을 붙여 두었다. 후반부에는 지공선사의 설법을 게송을 첨부한 문답의 형식으로 싣고 있다.
이 책은 지금까지 잘 알려지지 않았던 책으로, 고려 후기 원나라 불교와의 교섭 양상을 이해하는데 중요한 자료로 평가된다.

## 참고 자료
- 범어사 지공직지 - 국가유산청 국가유산포털